# 瓦爾德錫彭河
51°9′31.51″N 8°22′28.78″E / 51.1587528°N 8.3746611°E

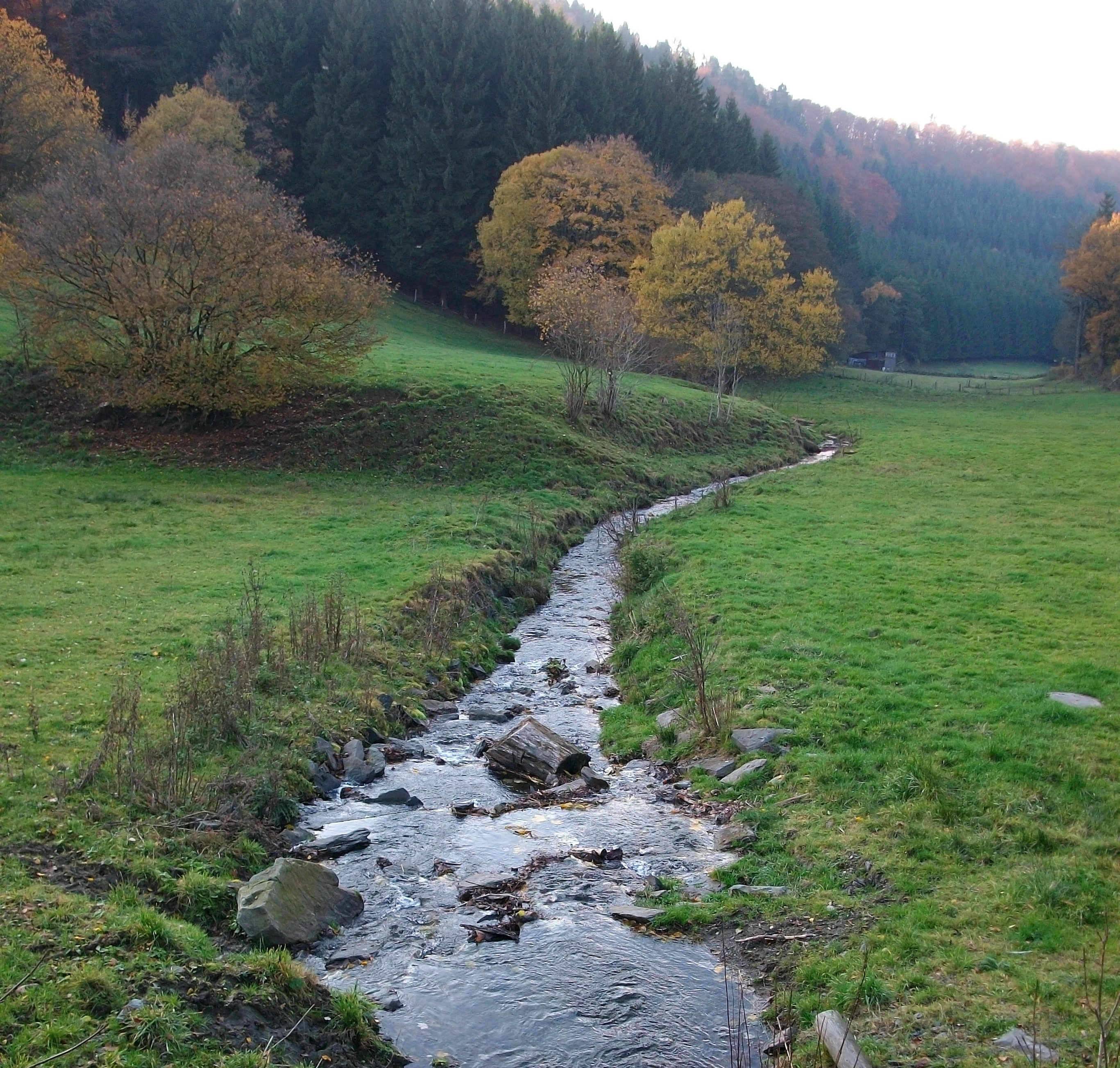
瓦爾德錫彭河

瓦爾德錫彭河（德語：Waldsiepen），是德國的河流，位於該國西部，處於北萊茵-威斯特法倫州，屬於萊內河的支流，河道全長4.8公里，流域面積6.5平方公里。